# Centrostegia thurberi
Centrostegia thurberi là một loài thực vật có hoa trong họ Rau răm. Loài này được A.Gray ex Benth. mô tả khoa học đầu tiên năm 1856.